# وجه بن فهره (مسلسل)
وجه بن فهره، هو مسلسل تم إنتاجه في السعودية. بدأ عرضه في سنة 1981 على القناة السعودية الاولى. من بطولة سعد خضر، وهو من إخراج نبيل عامر.

## الممثلون والشخصيات
- إبراهيم السوليم في دور أبو حمد [2]
- سعد خضر في دور بن فهره
- علي السبع في دور وجدي
- سهير يوسف في دور نجوى
- فهيمة خزعل في دور نوف
- حسين الهويدي في دور معتز
- عبد الله الربيع في دور المبدل
- إبراهيم الحميد في دور بكر
- محمد الجناح في دور رحمي
- محمد الزاير في دور عبد العظيم
- عبدالمحسن النمر في دور حمد
- ليث الشبل في دور عويضه
- فرحان الدوسري في دور أبو تمام
- خالد الرفاعي في دور زيتون
- عبد الله النمر
- يحيى القحطاني
- فريد الشهراني

### ضيوف الحلقات
- محمد الشريدي في دور عبد الرحمن
- سمير الناصر في دور صالح

## روابط خارجية
- وجه بن فهره على موقع قاعدة بيانات الأفلام العربية